# Кроне, Эвелин
Эвелин Кроне (Eveline Crone; род. 23 октября 1975, Схидам, Нидерланды) — нидерландский учёный, специалист по развитию мозга, в особенности у подростков.
Профессор Института психологии Лейденского университета, член Нидерландской королевской академии наук (2013). Отмечена премией Спинозы (2017).

## Биография
Получила степень магистра по психологии развития в Амстердамском университете, пройдя однолетнюю исследовательскую интернатуру в Питтсбургском университете. Степень доктора философии cum laude получила также в Амстердамском университете, с диссертацией «Performance monitoring and decision-making: Psychophysiological and developmental analyses». За свои исследования для этой работы она удостоилась J. C. Ruigrok Prize и Junior Heymans Award. Затем как постдок-исследователь два года провела в Калифорнийском университете в Дейвисе. В 2005 году поступила в Лейденский университет, где основала лабораторию мозга и развития, с 2009 года полный профессор. Член Европейской академии (2013).
Возглавляла Young Academy при Нидерландской королевской академии наук.
Запустила веб-сайт для молодёжи 'Kijk in je brein'.
Автор двух книг — «Het puberende brein» (2008; переведена на шесть языков) и «Het sociale brein van de puber» (2012).

## Награды и отличия
- J. C. Ruigrok Prize, Koninklijke Hollandsche Maatschappij der Wetenschappen (2007)
- Junior Heymans Award, Nederlands Instituut van Psychologen[нидерл.] (2008)
- Huibregtsen Prize for Science and Society от министра образования (2009)
- Early Career Award, Landelijk Netwerk Vrouwelijke Hoogleraren (2011)
- Early Career Award, Society for Psychophysiological Research[англ.] (2011)
- VICI grant, Организация научных исследований Нидерландов (2015, € 1,5 млн)
- ERC Consolidator Grant (2016, € 2 млн)
- Ammodo KNAW award (2017)[3]
- Премия Спинозы Нидерландской организации научных исследований (2017)
- Dr. Hendrik Muller Prize for Behavioural and Social Sciences, KNAW (2017)[4]